# 홍살문 (영화)
홍살문은 1972년 공개된 대한민국의 영화이다.

## 배역
- 황정순
- 최정민
- 신성일
- 나오미
- 최봉
- 장혁
- 최남현
- 주증녀
- 강계식
- 이예민
- 김기범
- 지방열
- 최광
- 장정국
- 이난희
- 석귀녀

## 수상
- 1973년 제9회 백상예술대상
  - 영화부문 대상 - 보한산업
  - 영화부문 작품상
  - 영화부문 신인상 - 최정민
- 1973년 제10회 청룡영화상
  - 여우조연상 - 최정민
  - 음악상 - 정윤주
- 1973년 제19회 아시아영화제
  - 감독상 - 변장호[1]